# Alcibíades Arosemena
Alcibíades Arosemena Quinzada (* 20. November 1883 in der Provinz Los Santos; † 8. April 1958) war der 26. Staatspräsident von Panama.
Arosemena war zuerst Mitarbeiter der Finanzverwaltung der Provinz Panamá, später Staatssekretär des Finanzministeriums und Botschafter Panamas in Spanien und Frankreich sowie von 1949 bis 1951 Vizepräsident seines Landes. In einer Zeit, als das Land in einer schweren ökonomischen Krise steckte und Unruhen an der Tagesordnung waren, übernahm er am 9. Mai 1951 das Amt des Staatspräsidenten als Nachfolger des gestürzten Arnulfo Arias und führte dessen Amtszeit bis zum vorgesehenen Ende am 1. Oktober 1952 weiter. Sein Nachfolger wurde José Antonio Remón Cantera.